# Меркољано
Меркољано (итал. Mercogliano) је насеље у Италији у округу Авелино, региону Кампанија.
Према процени из 2011. у насељу је живело 7392 становника. Насеље се налази на надморској висини од 484 м.

## Становништво
Према резултатима пописа становништва 2011. у општини је живело 12.403 становника.
| 1951. | 1961. | 1971. | 1981. | 1991. | 2001.  | 2011.  |
| ----- | ----- | ----- | ----- | ----- | ------ | ------ |
| 3.984 | 4.119 | 4.452 | 6.307 | 9.675 | 11.755 | 12.403 |